# Weatherford, Texas
Weatherford är en stad i den amerikanska delstaten Texas med en yta av 58,7 km² och en folkmängd som uppgår till 19 000 invånare (2000). Weatherford är administrativ huvudort i Parker County.

## Kända personer från Weatherford
- Fritz G. Lanham, politiker
- Sharon Lynn, skådespelare
- Mary Martin, skådespelare